# Tófalu
Tófalu è un comune dell'Ungheria di 649 abitanti (dati 2001). È situato nella contea di Heves.